# Appio Conti
Appio Conti (Poli, 1558 – Noyon, 26 marzo 1593) è stato un generale italiano.

## Biografia

### I primi anni
Appio nacque a Poli, non distante da Roma, figlio di Torquato I Conti, I duca di Poli e Guadagnolo e di sua moglie, Violante Farnese, figlia di Galeazzo I Farnese duca di Latera. Suoi fratelli furono Lotario Conti, II duca di Poli e Guadagnolo, e il cardinale Carlo Conti. Da giovane ebbe modo di studiare con tutori privati tra cui Angelo da Caiano e soprattutto con Annibal Caro, amico del padre. È su consiglio di quest'ultimo, infatti, che Torquato avvierà il figlio alla carriera militare a causa del suo palese disinteresse per le materie letterarie e scientifiche.

### La guerra nelle Fiandre
Dal 1577 entrò nelle file dell'esercito imperiale, combattendo al fianco di don Giovanni d'Austria nelle Fiandre, il quale poco dopo cedette il comando ad Alessandro Farnese, zio materno di Appio, col quale il giovane combatté nelle province valloni. Alessandro Farnese concesse al nipote incarichi importanti nella sua armata. Nel febbraio del 1584, rimase ferito nel corso di un combattimento, motivo per cui lo zio lo incluse direttamente nello staff del suo stato maggiore. Appio venne incaricato di porre un freno alle truppe parmensi che, unitamente a quelle del principe-elettore di Colonia, Ernesto di Baviera, si erano abbandonate a scorribande e razzie nella regione da poco conquistata nel corso dell'inverno del 1585. Nell'aprile del 1586 prese parte all'Assedio di Grave, recandosi quindi in Gheldria dove respinse un attacco delle truppe fiamminghe combinate a quelle inglese guidate da Martin Schenck. Nel 1587 concluse un'intesa col governatore della città di Wachtendock al quale riuscì a strappare la promessa di consegnare intatto l'intero abitato se il Farnese avesse concesso a lui la restituzione dei suoi beni personali. Malgrado la fiducia di Appio, il governatore era fermamente intenzionato a tendere un agguato al giovane militare che scampò miracolosamente all'attentato preparatogli. Sempre nel 1587, prese infine parte alla Battaglia di Engelen e all'Assedio di Blymbech come comandante di un contingente di cavalleria.

### Le guerre di religione in Francia
Poco dopo si recò in Francia per sostenere con le sue truppe la Lega Cattolica contro Enrico di Navarra, assieme a Nicolò Cesi e Alessandro Sforza, sempre come aiutante di campo del principe Farnese, portando i suoi uomini alla conquista di Lagny. Dopo le perdite pesanti subite all'assedio di Knosenburg, nel 1590 venne inviato per due mesi in Italia dove, assieme a Pietro Caetani e a Tarquinio Capizucchi, ebbe il compito di trovare nuove reclute. Tornò in Francia nella primavera del 1591 accompagnato da Ercole Sfondrati, I duca di Montemarciano, nipote di papa Gregorio XIV, il quale era stato nominato maresciallo di campo.
Mentre si trovava in Italia, oltre a fronteggiare i problemi finanziari della propria famiglia, Appio Conti dovette cedere alla richiesta del governatore di Milano, il principe Carlo d'Aragona Tagliavia, per fornire aiuto militare in Piemonte al duca Carlo Emanuele I di Savoia. Tornato finalmente in Francia coi nuovi contingenti recuperati, Appio venne ferito a Vervins, in Piccardia, seppur con conseguenze non gravi.
Nel novembre del 1591, mentre Alessandro Farnese si concentrava sul compiere ogni sforzo possibile per salvare la città di Rouen, assediata da Enrico di Navarra. Nel febbraio del 1592, dopo una serie di contrasti interni e per la mancanza del soldo per i soldati, Ercole Sfondrati chiese a Clemente VIII di poter lasciare la carica di comandante generale delle truppe pontificie in Francia e dal 28 febbraio Conti prese il suo posto. Nello stesso periodo, a ogni modo, logorato dai contrasti con Filippo II di Spagna e minato nella salute, abbandonò il campo anche il duca Farnese che affidò i propri compiti al giovane nipote.
Per questa sua carica e per il modo di dirigere la guerra, ebbe notevoli contrasti con il legato pontificio Matteucci, il quale lo accusò di disperdere il denaro per le paghe dei soldati e nominò una commissione con due commissari per procedere alla retribuzione degli uomini. Fu a questo punto che Appio decise di dimettersi dalle sue cariche, lasciando la guida delle operazioni a Karl von Mansfeld.
Il 13 marzo 1593, le forze cattoliche posero vittoriosamente assedio a Noyon, ma poco dopo Appio perse la vita: il 26 marzo 1593 sfidò a duello il capitano dei lanzichenecchi, G. Bayer von Boppart, che si era rifiutato di obbedire ad un suo ordine, rimanendo morto sul campo dell'onore.

## Albero genealogico
|                                               |                                          |                                       | Genitori                              |  |  | Nonni |  |  | Bisnonni                      |  |  | Trisnonni                    |  |
|                                               |                                          |                                       |                                       |  |  |       |  |  | Giulio Conti, signore di Poli |  |  | Paolo Conti, signore di Poli |  |
|                                               |                                          |                                       |                                       |  |  |       |  |  | Giulio Conti, signore di Poli |  |  | Paolo Conti, signore di Poli |  |
|                                               |                                          | Maddalena Orsini                      |                                       |  |  |       |  |  | Giulio Conti, signore di Poli |  |  |                              |  |
| Carlo Conti, signore di Poli                  |                                          |                                       |                                       |  |  |       |  |  | Giulio Conti, signore di Poli |  |  |                              |  |
|                                               |                                          | Giacoma Conti                         | Mariano Conti                         |  |  |       |  |  |                               |  |  |                              |  |
|                                               |                                          | Giacoma Conti                         | Mariano Conti                         |  |  |       |  |  |                               |  |  |                              |  |
|                                               |                                          | Giacoma Conti                         | Geronima Colonna                      |  |  |       |  |  |                               |  |  |                              |  |
| Torquato I Conti, I duca di Poli e Guadagnolo |                                          | Giacoma Conti                         |                                       |  |  |       |  |  |                               |  |  |                              |  |
|                                               |                                          | Antimo Savelli, signore di Albano     | Cristoforo Savelli, signore di Albano |  |  |       |  |  |                               |  |  |                              |  |
|                                               |                                          | Antimo Savelli, signore di Albano     | Cristoforo Savelli, signore di Albano |  |  |       |  |  |                               |  |  |                              |  |
|                                               |                                          | Antimo Savelli, signore di Albano     | Porzia da Ceccano                     |  |  |       |  |  |                               |  |  |                              |  |
| Maria Tarquinia Savelli Conti                 |                                          | Antimo Savelli, signore di Albano     |                                       |  |  |       |  |  |                               |  |  |                              |  |
|                                               |                                          | Giulia Conti                          | Sigismondo Conti, signore di Poli     |  |  |       |  |  |                               |  |  |                              |  |
|                                               |                                          | Giulia Conti                          | Sigismondo Conti, signore di Poli     |  |  |       |  |  |                               |  |  |                              |  |
|                                               |                                          | Giulia Conti                          |                                       |  |  |       |  |  |                               |  |  |                              |  |
| Appio Conti                                   |                                          | Giulia Conti                          |                                       |  |  |       |  |  |                               |  |  |                              |  |
|                                               | Pier Bertoldo Farnese, signore di Latera | Bartolomeo Farnese, signore di Latera |                                       |  |  |       |  |  |                               |  |  |                              |  |
|                                               | Pier Bertoldo Farnese, signore di Latera | Bartolomeo Farnese, signore di Latera |                                       |  |  |       |  |  |                               |  |  |                              |  |
|                                               | Pier Bertoldo Farnese, signore di Latera | Iolanda Monaldeschi della Cervara     |                                       |  |  |       |  |  |                               |  |  |                              |  |
| Galeazzo I Farnese, duca di Latera            | Pier Bertoldo Farnese, signore di Latera |                                       |                                       |  |  |       |  |  |                               |  |  |                              |  |
|                                               |                                          | Battistina dell'Anguillara            | Francesco dell'Anguillara             |  |  |       |  |  |                               |  |  |                              |  |
|                                               |                                          | Battistina dell'Anguillara            | Francesco dell'Anguillara             |  |  |       |  |  |                               |  |  |                              |  |
|                                               |                                          | Battistina dell'Anguillara            | Lucrezia Farnese                      |  |  |       |  |  |                               |  |  |                              |  |
| Violante Farnese                              |                                          | Battistina dell'Anguillara            |                                       |  |  |       |  |  |                               |  |  |                              |  |
|                                               |                                          | Giuliano dell'Anguillara              | Giovanni Battista dell'Anguillara     |  |  |       |  |  |                               |  |  |                              |  |
|                                               |                                          | Giuliano dell'Anguillara              | Giovanni Battista dell'Anguillara     |  |  |       |  |  |                               |  |  |                              |  |
|                                               |                                          | Giuliano dell'Anguillara              |                                       |  |  |       |  |  |                               |  |  |                              |  |
| Isabella dell'Anguillara                      |                                          | Giuliano dell'Anguillara              |                                       |  |  |       |  |  |                               |  |  |                              |  |
|                                               |                                          | Girolama Farnese                      | Pier Luigi Farnese Seniore            |  |  |       |  |  |                               |  |  |                              |  |
|                                               |                                          | Girolama Farnese                      | Pier Luigi Farnese Seniore            |  |  |       |  |  |                               |  |  |                              |  |
|                                               |                                          | Girolama Farnese                      | Giovannella Caetani                   |  |  |       |  |  |                               |  |  |                              |  |
|                                               |                                          | Girolama Farnese                      |                                       |  |  |       |  |  |                               |  |  |                              |  |